# Phylicia Rashad
Phylicia Rashād (született Ayers-Allen; Houston, Texas, 1948. június 19. –) kétszeres Tony-díjas amerikai színésznő, énekesnő és rendező. 
Clair Huxtable szerepéről ismert az NBC The Cosby Show című sitcomjában (1984–92), amelyért 1985-ben és 1986-ban Emmy-díjra jelölték. A 2010-es NAACP Image Awards díjátadón „A fekete közösség anyjának” nevezték, és Ruth Lucas szerepét játszotta a Cosby sorozatban (1996–2000).  

## Fiatalkora
Phylicia Ayers-Allen a texasi Houstonban született. Édesanyja, Vivian Ayers Pulitzer-díjra jelölt művész, költő, drámaíró, tudós és könyvkiadó. Édesapja, Andrew Arthur Allen szájsebész volt. Bátyja Tex (Andrew Arthur Allen, Jr.) jazz-zenész; nővére Debbie Allen színésznő, koreográfus és rendező; másik bátyja, Hugh Allen (ingatlanbankár Észak-Karolinában). Míg Rashad felnőtt, a családja Mexikóba költözött, és ennek eredményeként folyékonyan beszél spanyolul.
Rashad a Howard Egyetemen tanult, és 1970-ben magna cum laude végzettséget szerzett Bachelor of Fine Arts diplomával. Az egyetem alatt beavatták az Alpha Kappa Alpha Szövetségi Egyesület Alpha tagozatába.

## Magánélete
1972-ben kötötte első házasságát William Lancelot Bowles, Jr. fogorvossal. Egy fiuk született, William Lancelot Bowles III, aki a következő évben született. A házasság 1975-ben ért véget. Rashad ezután 1978-ban hozzáment Victor Willishez (a Village People eredeti énekeséhez, akivel a The Wiz forgatása alatt ismerkedett meg). 1982-ben elváltak.
1985. december 14-én ment hozzá a korábbi NFL játékos és sportriporter Ahmad Rashādhoz. Ez volt mindkettőjük harmadik házassága, és a nő felvette a férfi családnevét. Azután házasodtak össze, miután a férfi 1985. november 28-án, a New York Jets és a Detroit Lions közötti, országosan közvetített hálaadásnapi futballmérkőzés előjátékában megkérte a kezét. Lányuk, Condola Phylea Rashād 1986. december 11-én született New Yorkban. A pár 2001 elején vált el.
Rashad vegetáriánus.

## Filmográfia

### Film
| Év   | Magyar cím                 | Eredeti cím                             | Szerep                     | Magyar hang        |
| ---- | -------------------------- | --------------------------------------- | -------------------------- | ------------------ |
| 1995 |                            | Once Upon a Time...When We Were Colored | Ma Ponk                    |                    |
| 1999 | Felebarátod asszonya       | Loving Jezebel                          | Alice Melville             |                    |
| 2010 | Terápiás szerelem          | Just Wright                             | Ella McKnight              | Szabó Éva          |
| 2010 | Frankie és Alice           | Frankie and Alice                       | Edna                       | Bessenyei Emma     |
| 2010 |                            | For Colored Girls                       | Gilda                      |                    |
| 2012 |                            | Good Deeds                              | Wililemma                  |                    |
| 2013 |                            | Gods Behaving Badly                     | Démétér                    |                    |
| 2015 |                            | Emily & Tim                             | Emily Hanratty             |                    |
| 2015 | Creed: Apollo fia          | Creed                                   | Mary Anne Creed            | Andresz Kati       |
| 2018 | Creed II.                  | Creed II                                | Mary Anne Creed            | Andresz Kati       |
| 2020 | A kegyvesztett             | A Fall from Grace                       | Sarah Miller / Betty Mills |                    |
| 2020 |                            | Black Box                               | Dr. Lilian Brooks          |                    |
| 2020 | Lelki ismeretek            | Soul                                    | Libba Gardner (hangja)     | Halász Aranka      |
| 2020 | A Jangle család karácsonya | Jingle Jangle: A Christmas Journey      | Journey nagymama           | Szirtes Ági        |
| 2021 | Tick, Tick... Boom!        | Tick, Tick... Boom!                     | "Sunday" Legend            |                    |
| 2023 | Creed III.                 | Creed III                               | Mary Anne Creed            | Menszátor Magdolna |
| 2023 |                            | Our Son                                 | Maya                       |                    |
| 2024 | A méhész                   | The Beekeeper                           | Eloise Parker              | Zsolnai Júlia      |